# Enrico Mauceri
Enrico Mauceri (geboren am  15. August 1869 in Syrakus; gestorben am 28. Juni 1966 in Bologna) war ein italienischer Kunsthistoriker.

## Leben
Enrico Mauceri studierte Jura an der Universität Palermo, hörte daneben aber aus Interesse bei dem Klassischen Archäologen Antonino Salinas. 1893 schloss er sein Jurastudium ab und arbeitete zwei Jahre als Jurist. Ab 1896 arbeitete er am Archäologischen Museum in Syrakus unter Leitung von Paolo Orsi. Hier widmete er sich ganz der Kunstgeschichte von Syrakus. 1897 ging er nach Rom, um seine Kenntnisse bei Adolfo Venturi zu vertiefen. Er wurde Ispettore an der Galleria Nazionale d’Arte Antica di Palazzo Corsini und blieb dort bis Ende 1899. Im Jahr 1900 wechselte er an das Archäologische Nationalmuseum von Palermo unter der Leitung von Antonino Salinas, 1902 wurde er stellvertretender Direktor des Museums. Im Jahr 1903 kehrte er als Konservator an das Museum in Syrakus unter Paolo Orsi zurück, wo er Pläne für eine Pinakothek im Palazzo Bellomo entwickelte, die aber erst 1948 realisiert wurden. 1915 wechselte er nach Messina, wo er als Soprintendente das Nationalmuseum nach dem Erdbeben von Messina 1908 wieder aufbaute und auch nach der Reorganisation der Soprintendenze durch den faschistischen Erziehungsminister Giovanni Gentile 1923, durch die das Amt in Messina aufgehoben wurde, bis 1929 leitete. 1929 wurde er Direktor der Pinacoteca Nazionale di Bologna. 1936 ging er nach Modena.
Er verfasst auch biografische Artikel  für das Allgemeine Lexikon der Bildenden Künstler von der Antike bis zur Gegenwart.

## Mauceri und die Verkündigung von Antonello da Messina

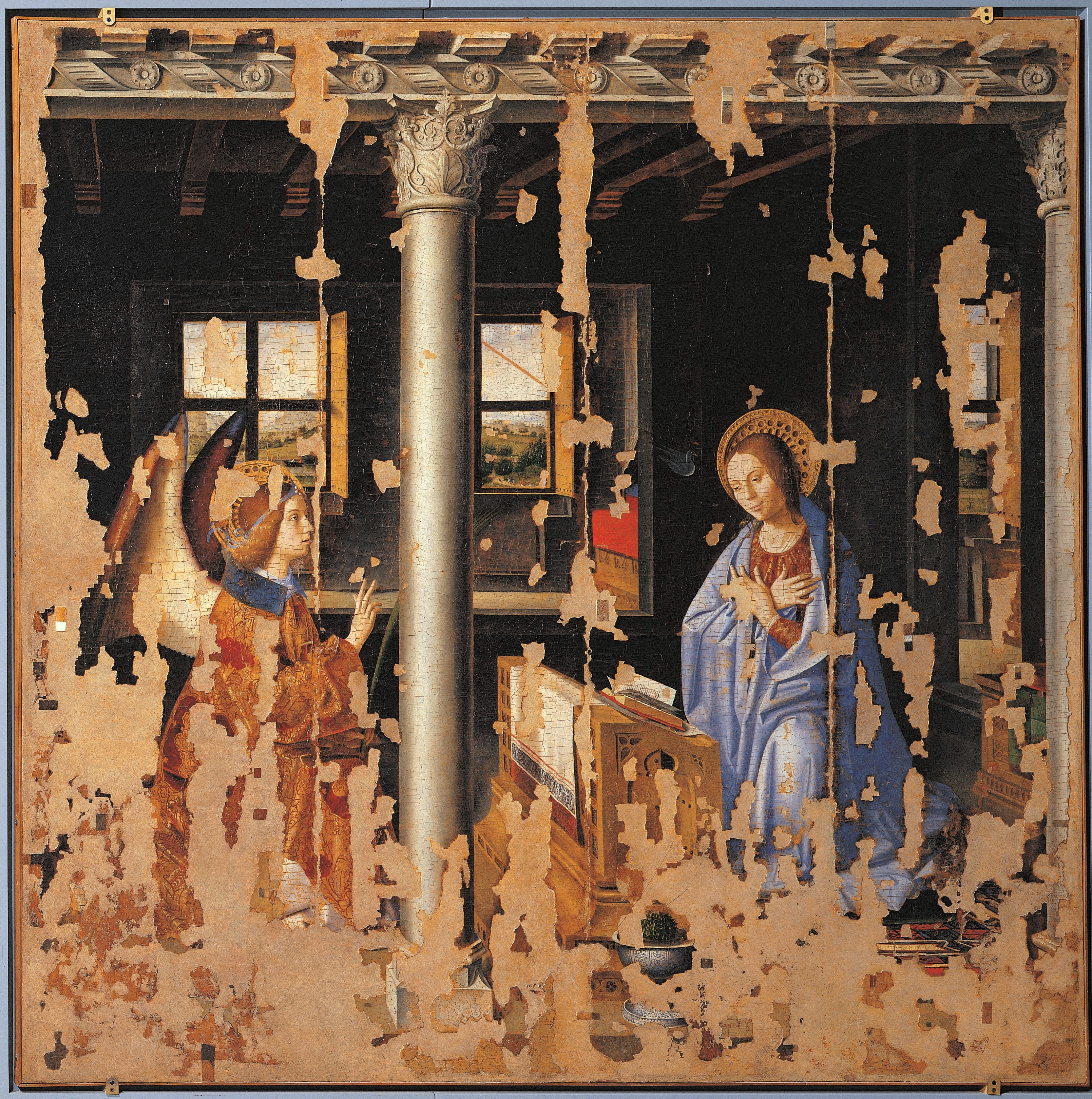
Antonello da Messina: Verkündigung

Mauceri hatte während seiner Zeit in Syrakus großen Anteil an der Restaurierung und dem Erhalt des Gemäldes Die Verkündigung des Malers Antonello da Messina, das sich in einem desolaten Zustand in der Verkündigungskirche von Palazzolo Acreide befand. Seine eigene Analyse stützte sich dabei zunächst auf die Dokumentationen des Palermitaner Bibliothekars Gioacchino Di Marzo (1839–1916) und des Messineser Archäologen Gaetano La Corte Cailler (1874–1933). Bereits 1897 erkannte Mauceri die kunsthistorische Bedeutung des Bildes, er bemerkte 1904 eine rapide Verschlechterung des Erhaltungszustands. Im Jahr 1914 erhielt der Restaurator Luigi Cavenaghi (1844–1918) den Auftrag den weiteren Verfall zu stoppen. Zuvor wurde das Gemälde von den Brüdern Giuseppe und Francesco Annoni, Mitarbeitern Cavenaghis von der starren Wandtafel auf Leinwand gebracht. Das Gemälde befindet sich seit 1940 in der Sammlung des Museo Regionale di Palazzo Bellomo in Messina.

## Veröffentlichungen (Auswahl)
- Siracusa nel secolo XV. Tipografia del Tamburo, Syrakus 1896, OCLC 457472614.
- Guida archeologica ed artistica di Siracusa. Con un saggio di bibliografia storica. S. Santoro Gubernale, Syrakus 1897, OCLC 908530774.
- Taormina (= Collezione di monografie illustrate, Serie 1a, Italia artistica. Nr. 28). Istituto italiano d’arti grafiche, Bergamo 1907, OCLC 755249372.
- Siracusa e la Valle dell’Anapo. Istituto Italiano d’Arti Grafiche, Bergamo 1909 (archive.org).
- Ancient Syracuse (= L’Italia Monumentale). E. Bonomi, Mailand 1914 (archive.org).
- La Pinacoteca di Bologna. In: Rivista del Comune di Bologna. 18. Jahrgang, Nr. 12, Dezember 1931, S. 3–14 ().
- La Regia Pinacoteca di Bologna – Die K. Pinakothek von Bologna (= Itinerari dei musei e monumenti d’Italia. Nr. 2). Libreria dello Stato, Rom 1933, OCLC 72618672 (italienisch, deutsch).